# Selfie del selfie
Selfie del selfie è un singolo del cantautore italiano Francesco Gabbani, pubblicato il 27 aprile 2018 come quinto estratto dal terzo album in studio Magellano.

## Descrizione
Scritto dal cantautore stesso insieme a Filippo Gabbani, il brano era stato incluso inizialmente come traccia fantasma dell'album e in seguito pubblicato come traccia a sé stante in occasione del primo anniversario dell'uscita di Magellano.

## Video musicale
Il videoclip, pubblicato nel medesimo giorno del singolo, rappresenta un omaggio dell'artista verso i propri fan e consiste in un montaggio di varie riprese tratte dalla tournée dell'album, al quale hanno partecipato oltre 140 000 spettatori.

## Tracce
Testi e musiche di Francesco Gabbani e Filippo Gabbani; edizioni musicali BMG Rights Management.
1. Selfie del selfie – 3:26

## Formazione
Musicisti
- Francesco Gabbani – voce, chitarra elettrica e acustica, tastiera, programmazione, basso, arrangiamento, cori
- Luca Chiaravalli – pianoforte, tastiera, programmazione, arrangiamento
- Filippo Gabbani – batteria, tastiera, programmazione, arrangiamento, cori
- Fabio Ilacqua – arrangiamento, cori

Produzione
- Luca Chiaravalli – produzione, registrazione, missaggio
- Alex Trecarichi – registrazione, missaggio
- Emiliano Bassi – registrazione aggiuntiva
- Antonio Baglio – mastering